# 스즈키 준 (1961년)
스즈키 준(일본어: 鈴木 淳, 1961년 8월 17일 ~ )은 일본의 전직 축구 선수이자 현 축구 지도자로 현역 시절 후지타 공업, 마쓰시마 SC, 브럼멜 센다이 등에서 미드필더로 활약했다.

## 국가대표팀 경력
그는 1979년 FIFA 세계 청소년 축구 선수권 대회에 참가할 일본 U-20 국가대표팀에 발탁되었으며, 2경기에 출전했다.

## 지도자 경력
2004년 몬테디오 야마가타의 감독으로 취임하였다. 2006년부터 2009년까지 알비렉스 니가타에서 감독을 맡았다. 2010년 오미야 아르디자의 감독으로 취임하였다. 2013년 제프 유나이티드 지바의 감독으로 취임하였다.